# 近衛軍城區

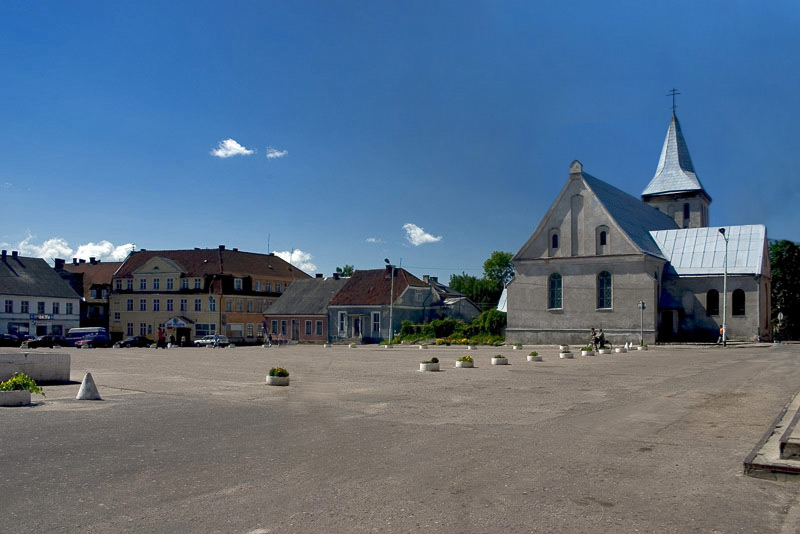

54°39′N 21°04′E / 54.650°N 21.067°E
近衛軍城區（俄语：Гвардейский район），是俄羅斯的一個區，位於該國西北部，由加里寧格勒州負責管轄，面積783平方公里，2010年人口29,926，人口密度每平方公里38.22人。